# Petr Šindelář
Petr Šindelář (* 16. November 1975 in Gottwaldov) ist ein ehemaliger tschechischer Snowboarder. Er startete in den Paralleldisziplinen.

## Werdegang
Šindelář nahm von 2001 bis 2006 vorwiegend an FIS-Rennen teil und wurde im März 2006 tschechischer Meister im Parallel-Riesenslalom. Zu Beginn der Saison 2006/07 startete er in Landgraaf erstmals im Snowboard-Weltcup und errang dabei den 43. Platz im Parallelslalom. Im weiteren Saisonverlauf erreichte er im Europacup mit zehn Top-Zehn-Platzierungen den vierten Platz in der Parallel-Wertung. Beim Saisonhöhepunkt, den Snowboard-Weltmeisterschaften 2007 in Arosa, kam er auf den 35. Platz im Parallelslalom und auf den 27. Rang im Parallel-Riesenslalom. Im folgenden Jahr siegte er bei den tschechischen Meisterschaften im Parallelslalom und im Parallel-Riesenslalom. Nachdem er zu Beginn der Saison 2008/09 mit Platz 16 im Parallel-Riesenslalom in Limone Piemonte seine beste Platzierung im Weltcup errang, belegte er bei den Snowboard-Weltmeisterschaften 2009 in Gangwon den 34. Platz im Parallelslalom und den 32. Rang im Parallel-Riesenslalom. Zum Saisonende wurde er erneut tschechischer Meister im Parallelslalom sowie im Parallel-Riesenslalom und erreichte mit dem 33. Platz im Parallel-Weltcup sein bestes Gesamtergebnis. Bei seiner einzigen Teilnahme an Olympischen Winterspielen im Februar 2010 in Vancouver errang er den 28. Platz im Parallel-Riesenslalom. In der Saison 2010/11 wiederholte er mit Platz 16 im Parallel-Riesenslalom in Limone Piemonte sein bestes Ergebnis im Weltcup und holte im Parallel-Riesenslalom im Vrátna seinen einzigen Sieg im Europacup.  Beim Saisonhöhepunkt, den Snowboard-Weltmeisterschaften 2011 in La Molina, kam er auf den 23. Platz im Parallelslalom und auf den 22. Rang im Parallel-Riesenslalom. Im folgenden Jahr triumphierte er bei den tschechischen Meisterschaften im Parallel-Riesenslalom. Bei den Weltmeisterschaften im Januar 2013 im Stoneham belegte er den 45. Platz im Parallelslalom und den 29. Rang im Parallel-Riesenslalom. Seinen 50. und damit letzten Weltcup absolvierte er im Februar 2014 in Sudelfeld, welchen er auf dem 39. Platz im Parallel-Riesenslalom beendete.

## Teilnahmen an Weltmeisterschaften und Olympischen Winterspielen

### Olympische Winterspiele
- 2010 Vancouver: 28. Platz Parallel-Riesenslalom

### Snowboard-Weltmeisterschaften
- 2007 Arosa: 27. Platz Parallel-Riesenslalom, 35. Platz Parallelslalom
- 2009 Gangwon: 32. Platz Parallel-Riesenslalom, 34. Platz Parallelslalom
- 2011 La Molina: 22. Platz Parallel-Riesenslalom, 23. Platz Parallelslalom
- 2013 Stoneham: 29. Platz Parallel-Riesenslalom, 45. Platz Parallelslalom

## Weltcup-Gesamtplatzierungen
| Saison  | Gesamt | Gesamt | Parallel | Parallel |
| Saison  | Punkte | Platz  | Punkte   | Platz    |
| ------- | ------ | ------ | -------- | -------- |
| 2006/07 | 40     | 247.   | 40       | 63.      |
| 2007/08 | 423    | 153.   | 423      | 36.      |
| 2008/09 | 520    | 130.   | 520      | 33.      |
| 2009/10 | 428    | 139.   | 428      | 38.      |
| 2010/11 | -      | -      | 344      | 36.      |
| 2011/12 | -      | -      | 18       | 73.      |
| 2012/13 | -      | -      | 71       | 56.      |
| 2013/14 | -      | -      | 65       | 59.      |